# PAWA Dominicana
PAWA Dominicana fue la aerolínea bandera de República Dominicana. Fue creada en 2003, que luego de algunos años sin operar vuelos regulares, fue adquirida en su totalidad por un grupo de inversionistas internacionales, con una dilatada trayectoria de más de 22 años en reconocidas empresas del sector aeronáutico, entre las que destacan dos de las principales líneas aéreas privadas de Venezuela, como lo son Aserca Airlines y SBA Airlines, que fueron las aerolíneas aliadas de la nueva PAWA Dominicana hasta la quiebra de estas. Sus operaciones bajo esta nueva gestión operativa y administrativa, se iniciaron el 14 de agosto de 2015. En el año 2018 tanto Aserca como SBA se declaran en quiebra y cierran operaciones, lo que también llevó a la quiebra y el cierre de PAWA.

## Historia
PAWA Dominicana se creó en 2003 como una filial de Pan American World Airways desde los EE. UU., que también ha operado dentro de una alianza estratégica con Boston Maine Airways de Portsmouth, NH. En abril de 2005. Servair, una Corporación Dominicana dedicada a ofrecer servicios a líneas aéreas en todos los aeropuertos de la República Dominicana, adquirió la compañía aérea completamente y empezó un nuevo proceso de certificación en el marco de los nuevos reglamentos Dominicanos, que permiten a la compañía operar bajo el control local con registración aérea Dominicana (HI).
Finalmente, en mayo de 2007, la empresa recibió el Certificado de Operador Aéreo (AOC) 121 de parte del Instituto Dominicano de Aviación Civil (IDAC), que permite a la compañía aérea para operar servicios regulares de la República Dominicana a Norte, Centro y Sur América, así como a la región del Caribe y de servicios de fletamento en todo el mundo.
A principios de julio de 2007, la República Dominicana, adquirió la categoría I de los Estados Unidos de América permitiendo esto a Pawa Dominicana volar a Territorios de los Estados Unidos en vuelos comerciales, al principio Servair tenía la idea de crear una aerolínea para operar en el servicio doméstico e internacional a destinos próximos a la República Dominicana como Haití, Providenciales, Aruba y Curazao, no obstante al país recibir categoría uno nuevamente de parte de las autoridades norteamericanas, el Sr. Juan Carlos Hernández decide aplicar por los derechos para volar a territorio de los Estados Unidos y en diciembre del 2007 consigue las aprobaciones correspondientes del DOT, TSA y FAA e inicia operaciones regulares hacia Aguadilla, Puerto Rico, haciendo historia al ser la primera aerolínea dominicana en operar hacia territorio de los Estados Unidos después de 15 años de prohibición.
2007
- 1 de octubre inicia vuelos regulares a Puerto Príncipe, con una frecuencia de 3 vuelos semanales y chárteres a Providenciales, convirtiéndose en la primera ruta regular de la aerolínea.

2008
- Junio, inicia la operación de los vuelos a Aguadilla, primer vuelo regular a territorio controlado por los Estados Unidos de una línea dominicana, desde el año 1993. Pero se suspende los vuelos a Puerto Príncipe, también se abre la estación de Punta Cana, convirtiéndose en el tercer destino.
- Agosto, inicia vuelos a Ponce y reinicia vuelos a Puerto Príncipe.
- En noviembre el Sr. Simeon Garcia, Presidente del Grupo Condor viendo la positiva trayectoria de PAWA tanto en el marco operacional como económico, hace una oferta al Sr. Hernández de SERVAIR para la compra de la aerolínea y durante el proceso toma el control operacional, administrativo y financiero de la empresa.

2009
- Agosto, arriban a Santo Domingo dos aeronaves McDonnell Douglas DC-9 las cuales se preparan para volar con Pawa desde Santo Domingo a varios puntos de la región Caribe.
- Octubre, inicia vuelos a San Juan, usando por primera vez, equipo a reacción tipo McDonnell Douglas DC-9, y se anuncian la próxima llegada de dos McDonnell Douglas DC-9 más.
- Diciembre, inicia vuelos desde Santiago de los Caballeros hacia San Juan.

2010
- Febrero, los nuevos inversionistas venezolanos de la aerolínea empiezan a tener problemas financieros lo que provoca que Pawa entre en problemas, cancela temporalmente la operación de 3 rutas como son desde Santo Domingo a San Juan y Ponce y desde Punta Cana hacia Ponce, igualmente deja en tierra uno de los dos McDonnell Douglas DC-9 que opera actualmente, así como la cancelación de pedido de un McDonnell Douglas DC-9 más que esperaban en Miami formar parte de la flota de Pawa.
- Mayo, La aerolínea informa sobre su inicio regular hacia Curazao Y Caracas a partir de este verano, solo se esperan la aprobación por parte de las autoridades venezolanas. A este tiempo se mantiene los dos Handley Page Jetstream 31 y dos McDonnell Douglas DC-9 operando y uno en Miami esperando su activación.
- Octubre, logran una restructuración financiera y nombran a la Lic. Mirtha Espada como Presidente de la empresa, se presume que preparan una agresiva expansión por toda la región del Caribe, junto a la incorporación de más aeronaves.

2011
- Junio, adquisición de dos McDonnell Douglas MD-80, luciendo para la fecha uno de ellos los nuevos colores de la bandera dominicana.

2012
- Febrero, Pawa entra en problemas financieros. posee una deuda millonaria con diferentes empresas dominicanas que dan servicios en el Aeropuerto Internacional Las Américas de Santo Domingo. Tiene retrasos con los sueldos a empleados y pilotos.

2012
- Mayo, Pawa Dominicana cancela todas sus operaciones y las que le hacía a Aserca Airlines, queda en espera de una posible reestructuración, sus aeronaves son estacionadas en el Hangar de esta en el Aeropuerto Internacional Las Américas.

2014
- Se certifica la aerolínea. Se espera por renovación del Certificado de Autoridad Económica (CAE)
- Para enero de 2015, la empresa cuenta con una nómina de 58 empleados y reclutan personal, ya sean Tripulación o mantenimiento.
- Aserca Airlines cede a Pawa 3 aviones McDonnell Douglas DC-9, 1 McDonnell Douglas MD-83 y 2 McDonnell Douglas MD-87 que estaban destinado a esta aerolínea venezolana, pero fueron transferidos a la dominicana.

2015
- Pawa inicia sus vuelos regulares el 14 de agosto desde Santo Domingo a Aruba, Curazao y San Martín. Según la compañía, tienen previsto abrir a corto plazo vuelos a La Habana.
- Pawa inicia vuelos el 22 de noviembre a la isla Antigua con escala en San Martín.

2016
- El 5 de febrero se abren los vuelos a La Habana con una frecuencia inicial de 3 vuelos semanales, el destino número 6 de la aerolínea.
- El 19 de agosto iniciaron los vuelos hacia Puerto Príncipe, Haití, séptimo destino.
- El 3 de octubre iniciaron los vuelos hacia San Juan, Puerto Rico, octavo destino.
- El 16 de noviembre inicia operaciones a la ciudad de Miami en Estados Unidos noveno destino.

2017
- Se lanza la marca Pawa Connection para la operación de Bombardier CRJ200 a empezar en el verano de 2017 aproximadamente. Sus primeros destinos serán Puerto Príncipe, Antigua para reemplazar los McDonnell Douglas MD-80 en esas rutas, y se piensa abrir con ellos más rutas en el Caribe como Puerto España, Kingston, Nasáu y Pointe-à-Pitre.

2018
- El 26 de enero, Pawa Dominicana es suspendida bajo el alegato de falta de pago, ya que le deben más de 3 millones de dólares a las autoridades dominicanas, entre ellos, a la Junta de Aviación Civil, al Instituto Dominicano de Aviación Civil y la compañía Aeropuertos Dominicanos Siglo XXI; por esto, la JAC la suspendió por 90 días y no tiene permitido los viajes, por lo que, esto ha generado muchas quejas con los pasajeros que se encuentran varados en las terminales aéreas. El día 2 de febrero se agrega un nuevo elemento a motivo de la suspensión y es la falta de mantenimiento a la flota de la línea aérea. La línea aérea relacionada de Pawa, la venezolana SBA Airlines también fue suspendida por las autoridades de su país, el mismo día y por razones similares.
- Debido a la salida de PAWA, el tráfico aéreo entre Cuba y República Dominicana se ha visto suspendido temporalmente.

## Flota histórica
| Aeronaves                 | Total | Introducido | Retirado | Matrículas                                |
| ------------------------- | ----- | ----------- | -------- | ----------------------------------------- |
| Cirrus SR22               | 1     | 2015        | 2018     | N717GU                                    |
| Handley Page Jetstream 31 | 2     | 2006        | 2009     | HI817 y HI841                             |
| McDonnell Douglas DC-9    | 6     | 2008        | 2018     | HI869, HI876, HI876, HI965, HI869 y HI937 |
| McDonnell Douglas MD-82   | 1     | 2015        | 2018     | HI914                                     |
| McDonnell Douglas MD-83   | 4     | 2015        | 2018     | N598SH (rrg. HI989), HI992, HI977 y HI990 |
| McDonnell Douglas MD-87   | 1     | 2015        | 2018     | HI978                                     |

## Antiguos destinos
| Países               | Destinos             | Aeropuertos                                   |
| -------------------- | -------------------- | --------------------------------------------- |
| Antigua y Barbuda    | Saint John (vía SXM) | Aeropuerto Internacional V. C. Bird           |
| Aruba                | Oranjestad           | Aeropuerto Internacional Reina Beatriz        |
| Cuba                 | La Habana            | Aeropuerto Internacional José Martí           |
| Curazao              | Willemstad           | Aeropuerto Internacional Hato                 |
| Estados Unidos       | Miami                | Aeropuerto Internacional de Miami             |
| Haití                | Puerto Príncipe      | Aeropuerto Internacional Toussaint Louverture |
| Puerto Rico          | San Juan             | Aeropuerto Internacional Luis Muñoz Marín     |
| República Dominicana | Santo Domingo        | Aeropuerto Internacional de Las Américas      |
| San Martín           | Philipsburg          | Aeropuerto Internacional Princesa Juliana     |

## Otras Informaciones
La aerolínea en 2009 transportó 32 029 pasajeros, de los cuales 25,386 pasajeros fueron en Las Américas, según cifras dadas por el IDAC, colocándose en la décima cuarta aerolínea con más presencia en Las Américas, su base, por debajo de American, Delta, United, Iberia, Spirit, Copa entre otras.
Pawa Dominicana reportó 12 000 pasajeros transportados en los primeros 4 meses de operación en 2015. Adicionando La Habana en febrero de 2016 con 3 vuelos semanales desde Santo Domingo y para la segunda mitad de año abrió Puerto Príncipe, San Juan y Miami para finalizar 2016, donde movió cerca de 116,000 pasajeros desde Santo Domingo.
La aerolínea firmó acuerdo con Las Américas Cargo para iniciar el servicio de Carga Aérea entre Santo Domingo y sus destinos en sus aviones.
- 2018

Actualmente la aerolínea busca un comprador.